# Mont Asama
Le mont Asama (浅間山, Asama-yama) est un stratovolcan du Japon se trouvant au centre de l’île de Honshū, à environ 140 km de Tokyo. C’est l’un des volcans les plus actifs du Japon. Ses plus violentes éruptions, aux temps historiques, datent de 1108 et 1783. Sa dernière éruption remonte à août 2019.

## Géographie
Le mont Asama est situé sur l'île de Honshū, au Japon. Il est plus précisément localisé à la limite des préfecture de Nagano et de Gunma, non loin de la ville de Karuizawa, à environ 140 km au nord-ouest de Tokyo. Il domine de 1 300 m les plaines environnantes. Il se situe dans une zone où deux arcs insulaires volcaniques se rencontrent : l'arc de l'archipel d'Izu (qui prolonge l'arc des îles Mariannes), et l'arc formé par les îles du Japon.
Ce volcan lié à une subduction est en fait un complexe volcanique présentant plusieurs cratères. Le cratère ouest, dénommé Kurofu-Yama se trouve à 2 405 m d'altitude ; il s'agit des restes d'un ancien volcan andésitique, éventré il y a sans doute 20 000 ans. L'autre cratère, au centre du mont Asama, est le plus récent et le plus actif. Il s'agit en fait de deux dômes superposés ; le plus ancien est dénommé Maekake-Yama et s'est édifié au cours du quatrième et dernier stade d'évolution du massif. Il s'agit d'un dôme de dacite et de projections volcaniques (entre autres de ponce), édifié en grande partie entre 14 000 et 11 000 ans av. J.-C., mais ayant été actif jusqu'à nos jours. Le Maekake-Yama est surmonté par un cône de projections, le Kama-yama, sommet le plus élevé du complexe volcanique, dont l'édification remonte, selon les estimations, au XIe siècle ap. J.-C..

## Histoire

Éruption du mont Asama en 1783

En 1108, une puissante éruption plinienne souffle une partie de l'édifice volcanique. Les rougeoiements émis lors de cette éruption ont été visibles jusqu'à Kyoto, ville située à près de 300 km de distance.
À partir du 9 mai 1783 commence une série d'éruptions dont la plus puissante a lieu du 3 au 5 août. Survenant après une année de mauvaise récolte, elle aggrave la famine de l'ère Tenmei. Les éruptions durent 4 mois et engendrent un lahar, une coulée boueuse de débris de roches volcaniques, qui dévaste les villages alentour.
Une série d'éruptions se produit en 2004, avec une activité maximale au mois de septembre ayant produit de nombreuses projections, bombes, scories et cendres (ces dernières retomberont jusqu'à une distance de 250 km).
Du 19 février 1972 au 28 février 1972, une prise d'otages s'est déroulée au pied du mont Asama.

## Culture populaire
L'écrivaine franco-belge Amélie Nothomb raconte une singulière marche sur le mont Asama dans sa nouvelle les Myrtilles.
Le roman de l'écrivain japonais Natsuki Ikezawa intitulé Les Singes bleus met en scène une volcanologue attachée à la station de recherche du mont Asama.